# Brenda Villa
Brenda Villa   (Los Angeles, 18 d'abril de 1980) és una jugadora de waterpolo nord-americana, ja retirada, guanyadora de quatre medalles olímpiques. Va néixer en el sí d'una família d'immigrants mexicans. És la waterpolista més condecorada. L'any 2010 fou escollida millor esportista de waterpolo de la dècada per part de la FINA. El 2018 va ser incorporada al Saló de la Fama de la FINA i al Saló de la Fama del Waterpolo dels Estats Units.

## Carrera esportiva
Va participar, als 20 anys, en els Jocs Olímpics d'Estiu de 2000 realitzats a Sydney (Austràlia), on va aconseguir la medalla de plata amb la selecció nord-americana al perdre la final de waterpolo contra la selecció australiana. En els Jocs Olímpics d'Estiu de 2004 realitzats a Atenes (Grècia) aconseguí guanyar la medalla de bronze al guanyar el partit de consolació a la selecció australiana. Va participar en els Jocs Olímpics d'Estiu de 2008 realitzats a Pequín (Xina), on va aconseguir la medalla de plata al perdre la final de waterpolo contra la selecció neerlandesa. En els Jocs Olímpics d'Estiu de 2012 celebrats a Londres (Regne Unit) aconseguí guanyar la medalla d'or en la competició olímpica, esdevenint la jugadora de waterpolo més guardonada en els Jocs juntament amb Heather Petri. És la màxima golejadora de la història del waterpolo olímpic, amb 31 gols.
Al llarg de la seva carrera ha aconseguit quatre medalles en el Campionat del Món de natació, destacant les medalles d'or aconseguides els anys 2003, 2007 i 2009.